# Isara Valles
Le Isara Valles sono una struttura geologica della superficie di Marte.